# Episodi di Les Mystères de l'amour (trentatreesima stagione)
La trentatreesima stagione della serie televisiva Les Mystères de l'amour è andata in onda in Francia dal 13 agosto 2023 al 4 febbraio 2024 sul canale Telemontecarlo.
In Italia è inedita.
| nº | Titolo originale                 | Titolo italiano | Prima TV Francia  | Prima TV Italia |
| -- | -------------------------------- | --------------- | ----------------- | --------------- |
| 01 | Double disparition               |                 | 13 agosto 2023    |                 |
| 02 | Appels sans réponse              |                 | 20 agosto 2023    |                 |
| 03 | Sans nouvelles                   |                 | 27 agosto 2023    |                 |
| 04 | Usurpation d’identité            |                 | 3 settembre 2023  |                 |
| 05 | Incroyable trahison              |                 | 10 settembre 2023 |                 |
| 06 | Revers de situation              |                 | 17 settembre 2023 |                 |
| 07 | Aveux et voeux                   |                 | 24 settembre 2023 |                 |
| 08 | Bébés                            |                 | 1 ottobre 2023    |                 |
| 09 | Brouille et embrouilles          |                 | 8 ottobre 2023    |                 |
| 10 | Premier baiser                   |                 | 15 ottobre 2023   |                 |
| 11 | Selfie sale fille                |                 | 22 ottobre 2023   |                 |
| 12 | Le loup dans la bergerie         |                 | 29 ottobre 2023   |                 |
| 13 | Retour à la source               |                 | 5 novembre 2023   |                 |
| 14 | Prier n’est pas gagner           |                 | 12 novembre 2023  |                 |
| 15 | Nouvelle histoire                |                 | 19 novembre 2023  |                 |
| 16 | Départ d’urgence                 |                 | 26 novembre 2023  |                 |
| 17 | Preuves accablantes              |                 | 3 dicembre 2023   |                 |
| 18 | Ruptures                         |                 | 10 dicembre 2023  |                 |
| 19 | Le Noël de l'amour - 1ère partie |                 | 10 dicembre 2023  |                 |
| 20 | Le Noël de l'amour - 2ème partie |                 | 10 dicembre 2023  |                 |
| 21 | Retour agité                     |                 | 17 dicembre 2023  |                 |
| 22 | Double fin                       |                 | 7 gennaio 2024    |                 |
| 23 | Garde à vue                      |                 | 14 gennaio 2024   |                 |
| 24 | Déclaration                      |                 | 21 gennaio 2024   |                 |
| 25 | Père fusion                      |                 | 28 gennaio 2024   |                 |
| 26 | Tout va presque bien             |                 | 4 febbraio 2024   |                 |